# Kuopio flygplats
Kuopio flygplats (IATA: KUO, ICAO: EFKU) är en flygplats i Siilinjärvi, Finland och betjänar staden Kuopio. Flygplatsen delar start- och landningsbana med Karelens flygflottilj.

## Historik
Kuopio flygplats färdigställdes i november 1939. Flygningar startades i maj 1940 och kom under åren 1942 och 1943 att användas av tyska Luftwaffe under andra världskriget.

## Destinationer och flygbolag
| Flygbolag         | Destinationer    |
| ----------------- | ---------------- |
| airBaltic         | Tammerfors, Riga |
| Blue1             | Helsingfors      |
| Finnair           | Helsingfors      |
| Finncomm Airlines | Helsingfors      |